# Sam Bush
Charles Samuel Bush (13 de abril de 1952) es un mandolinista estadounidense considerado uno de los creadores del subgénero musical bluegrass progresivo. En 2020, fue incluido en el Salón de la Fama Internacional de la Música Bluegrass como miembro de la banda New Grass Revival. Fue incluido en el Salón de la Fama por segunda vez en 2023 como solista.

## Historia
Nacido en Bowling Green (Kentucky), Bush estuvo expuesto a la música country y bluegrass a una edad temprana a través de la colección de discos de su padre, Charlie, y más tarde a través del programa de televisión Flatt & Scruggs. Compró su primera mandolina a la edad de 11 años. Su interés musical se despertó  especialmente cuando asistió al Festival Bluegrass inaugural de Roanoke en 1965. Siendo adolescente, Bush obtuvo ganó tres veces en la división juvenil del Concurso Nacional de Violinistas en Weiser (Indiana). En 1969, se unió al guitarrista Wayne Stewart, su mentor y profesor de música durante la adolescencia, y al banjoista Alan Munde, para grabar un álbum instrumental, Poor Richard's Almanac. En la primavera de 1970, Bush asistió a la Convención de Fiddlers en Union Grove (Carolina del Norte), y se inspiró en el bluegrass progresivo con sabor a rock de la New Deal String Band. Más tarde ese año, se mudó a Louisville y se unió a Bluegrass Alliance. En el otoño de 1971, la banda se disolvió y se reformó como New Grass Revival.
New Grass Revival pasó por numerosos cambios de personal, siendo Bush el único miembro original que permaneció con la agrupación hasta su disolución en 1989. El bajista y vocalista John Cowan se unió en 1974 y el banjoista Béla Fleck y el guitarrista acústico Pat Flynn se sumaron a la formación en 1981. De 1979 a 1981, el grupo realizó una gira con Leon Russell, abriendo los espectáculos y respaldando a Russell durante su presentación como cabeza de cartel.
A partir de 1980, Bush y Cowan tocaron periódicamente con la Duckbutter Blues Band, con sede en Nashville, cuyos otros miembros eran el guitarrista de blues Kenny Lee, el baterista Jeff Jones y el bajista Byron House. Bush grabó su álbum debut en solitario, Late as Usual, cuatro años después. En 1989, Bush y Fleck se unieron a Mark O'Connor, Jerry Douglas y Edgar Meyer en una banda de estrellas de bluegrass, Strength in Numbers, en el Festival Telluride Bluegrass en Colorado. Cuando New Grass Revival se disolvió en 1989, Bush se unió a Nash Ramblers de Emmylou Harris, realizando giras y grabando con Harris durante los siguientes cinco años.
En 1995, Bush trabajó como acompañante de Flecktones de Lyle Lovett y Bela Fleck. Finalmente formó su propia banda, con Cowan y los ex-Nash Ramblers Jon Randall y Larry Atamanuick, poco antes de grabar su segundo álbum en solitario, Glamour & Grits, en 1996. Lanzó su siguiente álbum, Howlin' at the Moon, en 1998, contando como invitados con muchos de los músicos con los que había trabajado previamente, incluidos Harris, Fleck y JD Crowe .
En el invierno de 1997, Bush se reunió con los New Grass Revival para una aparición en el programa de televisión Late Night with Conan O'Brien como banda de respaldo de Garth Brooks. El 28 de marzo de 1998, la ciudad natal de Bush, Bowling Green, lo honró con una celebración especial del "Día de Sam Bush". Después de Howlin' at the Moon en 1998, lanzó el álbum en vivo, Ice Caps: Peaks of Telluride en 2000,. En 2004, Randall dejó la banda de Bush y Brad Davis se hizo cargo de la armonía, la voz y la guitarra.
En 2006, Bush publicó Laps in Seven. El lanzamiento fue significativo porque marcó el regreso del banjo a las grabaciones de Bush, interpretado por Scott Vestal . El guitarrista Keith Sewell actuó en la grabación, aunque poco después aceptó un trabajo con las Dixie Chicks. Bush buscó un nuevo guitarrista para sus grabaciones y su banda de gira y encontró a Stephen Mougin.
En 2007, Bush lanzó su primer DVD concierto, titulado On The Road. 2007 también marcó la primera vez que fue elegido para albergar los Premios de la Asociación Internacional de Música Bluegrass. Bush contribuyó en la grabación dos álbumes tributo de género bluegrass a la banda británica de rock progresivo Moody Blues : Moody Bluegrass : A Nashville Tribute to the Moody Blues de 2004 y Moody Bluegrass TWO... much love de 2011. Proporcionó también la voz principal de la canción de Ray Thomas, "Nice To Be Here" en este último álbum.
Bush es una de las principales atracciones del Festival anual Telluride Bluegrass en Telluride (Colorado), donde se le conoce cariñosamente como "El Rey de Telluride" por sus perennes apariciones allí. A Emmylou Harris, con la que ha realizado multitud de colaboraciones, se la conoce como la "Reina de Telluride"). Además, Sam Bush también ha realizado colaboraciones que incluyen grabaciones y presentaciones en vivo con muchos músicos y artistas como Doc Watson, Linda Ronstadt, Dolly Parton, Tony Rice, Peter Rowan, David Grisman, Mark O'Connor, Edgar Meyer.

## Premios y honores
- Sam Bush fue anfitrión de la 22.ª edición de los premios anuales de la Asociación Internacional de Música Bluegrass el 29 de septiembre de 2011, celebrada en el histórico Auditorio Ryman de Nashville. También fue anfitrión de los premios IBMA 2007, celebrados en la Grand Ole Opry House.
- La Asociación de Música Americana (AMA) entregó a Sam Bush el premio Lifetime Achievement for Instrumentalist en la octava ceremonia anual de premios y honores de música Americana, presentada por la Fundación Gibson en el Auditorio Ryman el 17 de septiembre de 2009.
- La Asociación Internacional de Música Bluegrass (IBMA) nombró a Sam Bush "intérprete de mandolina del año" en cuatro ocasiones, en 1990, 1991, 1992 y 2007.[5]
- En marzo de 2010, se aprobó una legislación en Kentucky que nombraba oficialmente a Bowling Green como el "lugar de nacimiento de Newgrass" y a Sam Bush como el "padre de Newgrass".
- Sam Bush fue el tema del documental de 2015 Revival: The Sam Bush Story, que incluye comentarios de Alison Krauss, Emmylou Harris, Bela Fleck, David Grisman, Ricky Skaggs y The Avett Brothers, entre otros. Dirigida por Wayne Franklin y Kris Wheeler, la película se proyectó en varios festivales de cine independiente a lo largo de 2015.
- Bush fue incluido en el Salón de la Fama Internacional de la Música Bluegrass en dos ocasiones; en 2020 como miembro de New Grass Revival y en 2023 por su carrera en solitario, lo que lo convierte en el sexto artista en ser incluido dos veces.
- Ha sido galardonado con 3 premios Grammy, de 14 nominaciones.

## Discografía
- 1977 - Together Again For The First Time (Ridge Runner Records)
- 1985 - Late as Usual (Rounder Records)
- 1996 - Glamour & Grits (Sugar Hill Records)
- 1998 - Howlin' at the Moon (Sugar Hill Records)
- 2000 - Ice Caps: Peaks of Telluride
- 2003 - Hold On, We're Strummin' con David Grisman (Acoustic Disc Records)
- 2004 - King of My World (Sugar Hill Records)
- 2006 - Laps in Seven (Sugar Hill Records)
- 2009 - Circles Around Me (Sugar Hill Records)
- 2016 - Storyman (Sugar Hill Records)
- 2022 - Radio John (Smithsonian Folkways)

### New Grass Revival
- 1972 - New Grass Revival (Hollywood Records)
- 1975 - Fly Through the Country (Flying Fish Records)
- 1977 - When the Storm Is Over (Flying Fish)
- 1977 - Too Late to Turn Back Now (Flying Fish)
- 1979 - Barren County (Flying Fish)
- 1981 - Leon Russell & New Grass Revival (Paradise Records)
- 1981 - Commonwealth (Flying Fish)
- 1984 - On the Boulevard (Sugar Hill Records)
- 1984 - Live in Toulouse (Sugar Hill Records)
- 1986 - New Grass Revival (Capitol, 1986)
- 1988 - Hold to a Dream (Capitol Records)
- 1989 - Friday Night in America (Capitol Records)
- 1992 - When the Storm Is Over/Fly Through the Country (Flying Fish)